# Scranton Army Ammunition Plant

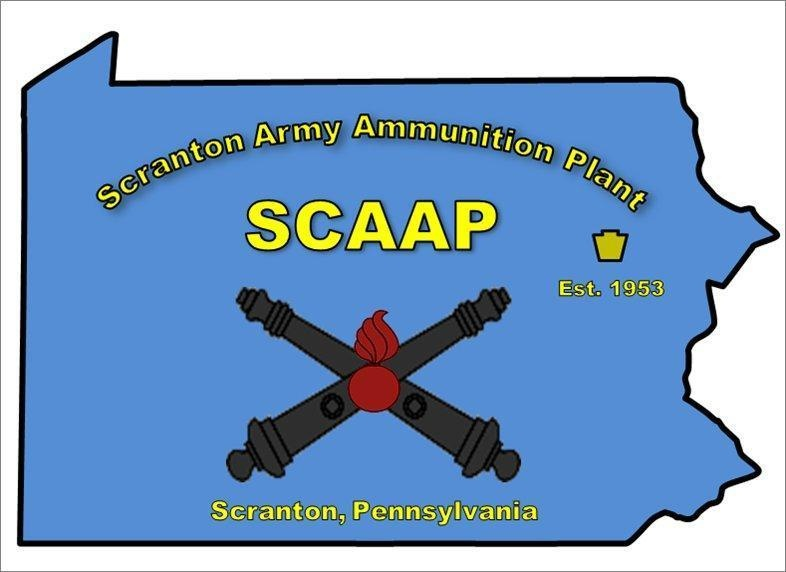
Logo

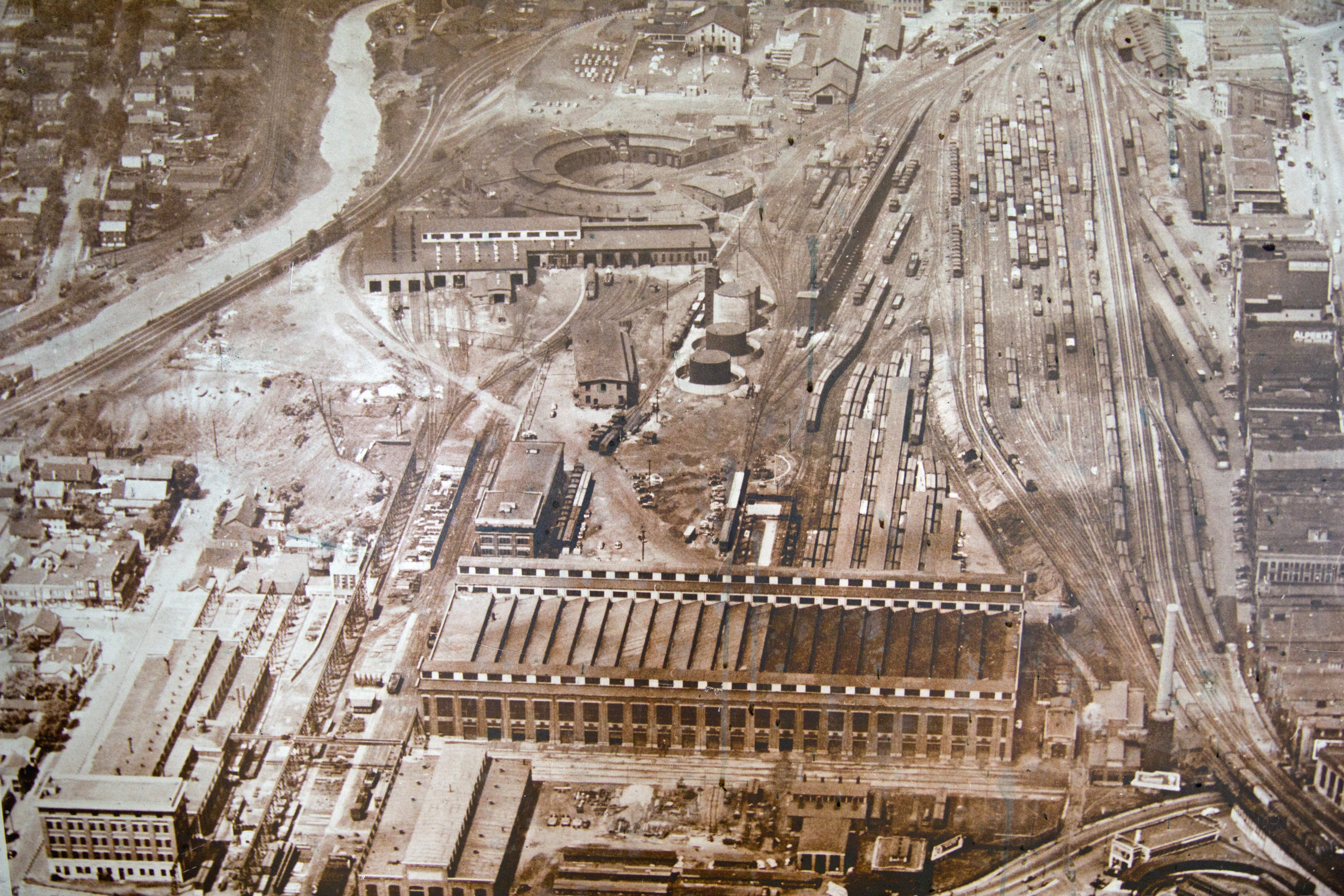
Das Reparaturwerk der Delaware, Lackawanna and Western Railroad; Foto vermutlich aus den 1940er. Das jetzige Verwaltungsgebäude der SCAAP befindet sich unten links

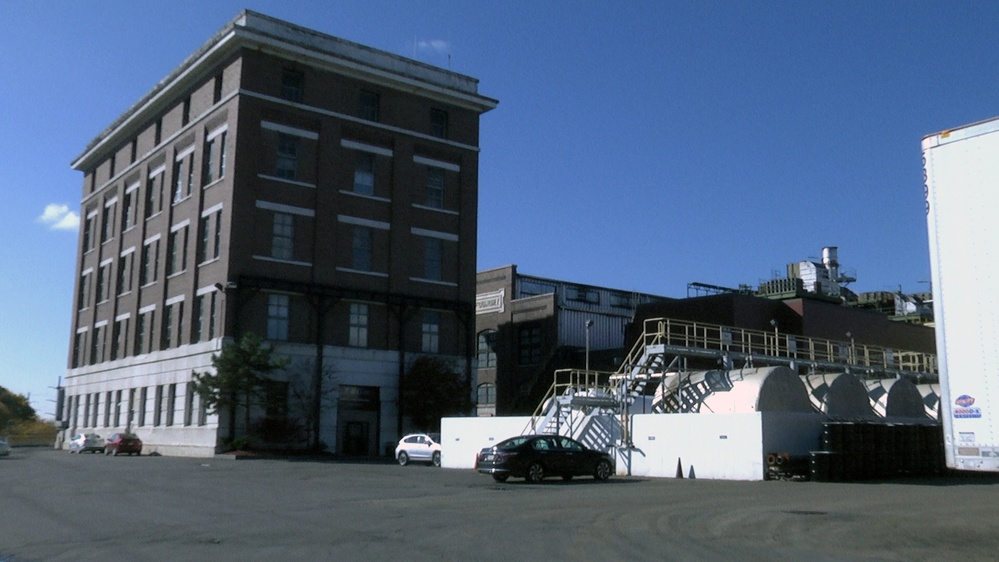
Verwaltungsgebäude der SCAAP

Scranton Army Ammunition Plant (SCAAP) ist eine Munitionsfabrik der United States Army in Scranton (Pennsylvania). Die Fabrik ist im staatlichen Besitz, wird von einem Auftragnehmer betrieben und produziert Artilleriegeschosse.

## Geschichte
Ab Mitte des 19. Jahrhunderts erlebte Scranton verschiedene Ansiedlungen von Fabriken. Der Standort war günstig, weil er nah am Steinkohleabbaugebiet lag und zudem ein Eisenbahnknotenpunkt war. Die Eisenbahngesellschaft Delaware, Lackawanna and Western Railroad errichtete hier um 1908 ein Reparaturwerk für Dampflokomotiven. Dieses bestand auf vier Hauptgebäuden und galt als eines der modernsten in der Welt. Das Werk florierte in den 1930er Jahren, aber mit dem Aufkommen der Diesellokomotive begann der Niedergang und die Eisenbahngesellschaft gab den Standort in den späten 1940er Jahren auf.
Die US Army erwarb das Areal im Jahre in 1951. Der Koreakrieg befand sich zu der Zeit auf dem Höhepunkt und die US Army wollte die Produktionskapazitäten für Munition erhöhen. Das Areal und die Gebäude wurden in den nächsten zwei Jahren für die neue Rolle hergerichtet. 1953 wurde die Scranton Army Ammunition Plant (SCAAP) eröffnet. Seitdem werden Mantel der Granaten hier gefertigt. Die Granaten werden dann zur Iowa Army Ammunition Plant transportiert zur Füllung mit Sprengstoff. Wegen der Nähe zur Stadt wäre ein eventueller Unfall mit einer Explosion verheerend.
Der erste Betreiber der SCAAP war U.S. Hoffman Machinery, aber wegen einem langen Streik im Jahre 1963 wechselte die US Army dann zur Chamberlain Manufacturing Corporation. In den Jahren 1970–1975 erfolgte ein größerer Ausbau sowie Modernisierung. Es wurden neue Gebäude und Gleisanschlüsse errichtet. Auf dem fünf Hektar großen Areal stehen sieben Gebäude; die Lagerkapazität beträgt ungefähr 50.000 m².
1990 wurden vier historische Gebäude aus der Anfangszeit der Fabrik im National Register of Historic Places unter Denkmalschutz gestellt. Die SCAAP ist eine der wenigen verbliebenen Fabriken Scrantons, die noch in den alten Gebäuden produziert. Der Denkmalschutz limitiert bei den Veränderungen der Gebäude.
2006 kaufte der Rüstungskonzern General Dynamics den Teil der Chamberlain Manufacturing Corporation, welche die SCAAP betrieb, und übernahm auch die Regierungsverträge. Zu der Zeit arbeiteten etwa 400 Beschäftigte in der Fabrik. 2013 war die Zukunft der SCAAP fraglich, aber General Dynamics einigte sich mit der US Army auf eine Investition in Höhe von 45 Millionen USD für neue Produktionsmaschinen.
Vor dem Russischen Überfall auf die Ukraine 2022 plante die US Army die Fabrik auf neuste Produktionsmethoden zu modernisieren, um statt den älteren M795-Geschosse die moderneren M1128-Geschosse zu produzieren. Der Umfang der Produktionskapazität sollte gleich bleiben. Der russische Überfall veränderte diese Planung grundsätzlich. Da der Bedarf an 155 mm Granaten sehr hoch war, wurde die Modernisierung beschleunigt, aber auch mit dem Ziel mehr Granaten produzieren zu können. Zudem wurde entschieden, die Produktion der M795 fortzuführen.

## Galerie des Fertigungsprozesses

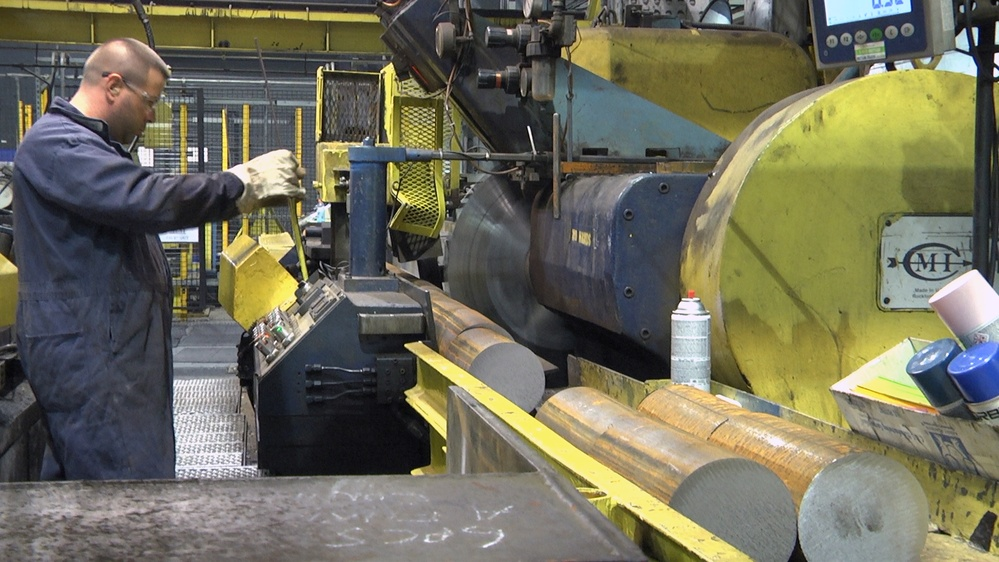
Rohlinge werden zugeschnitten
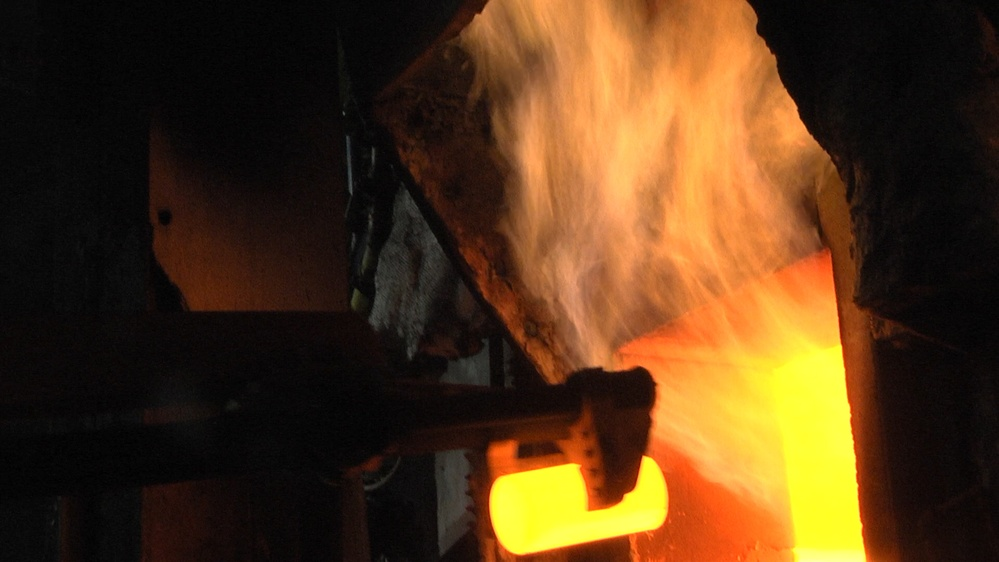
Rohling wird im Ofen erhitzt
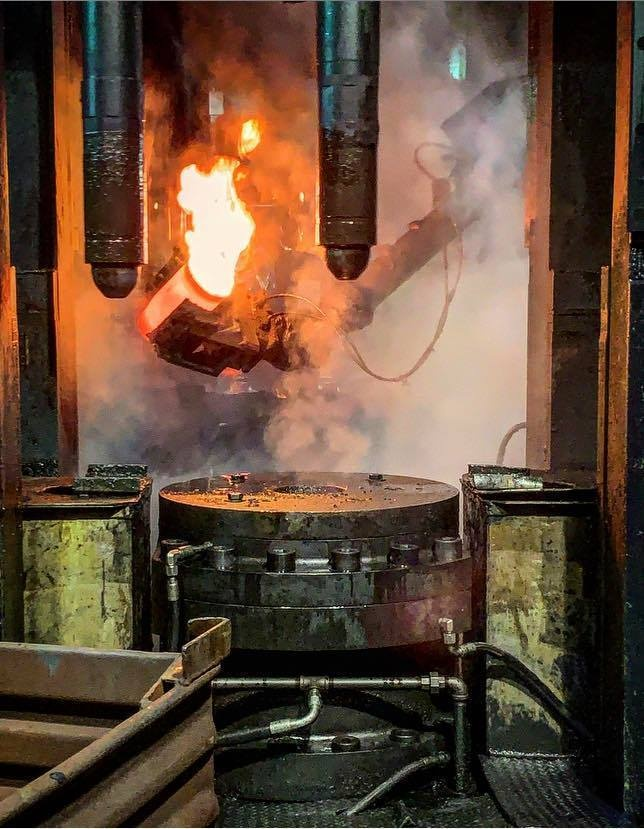
Rohling wird gepresst
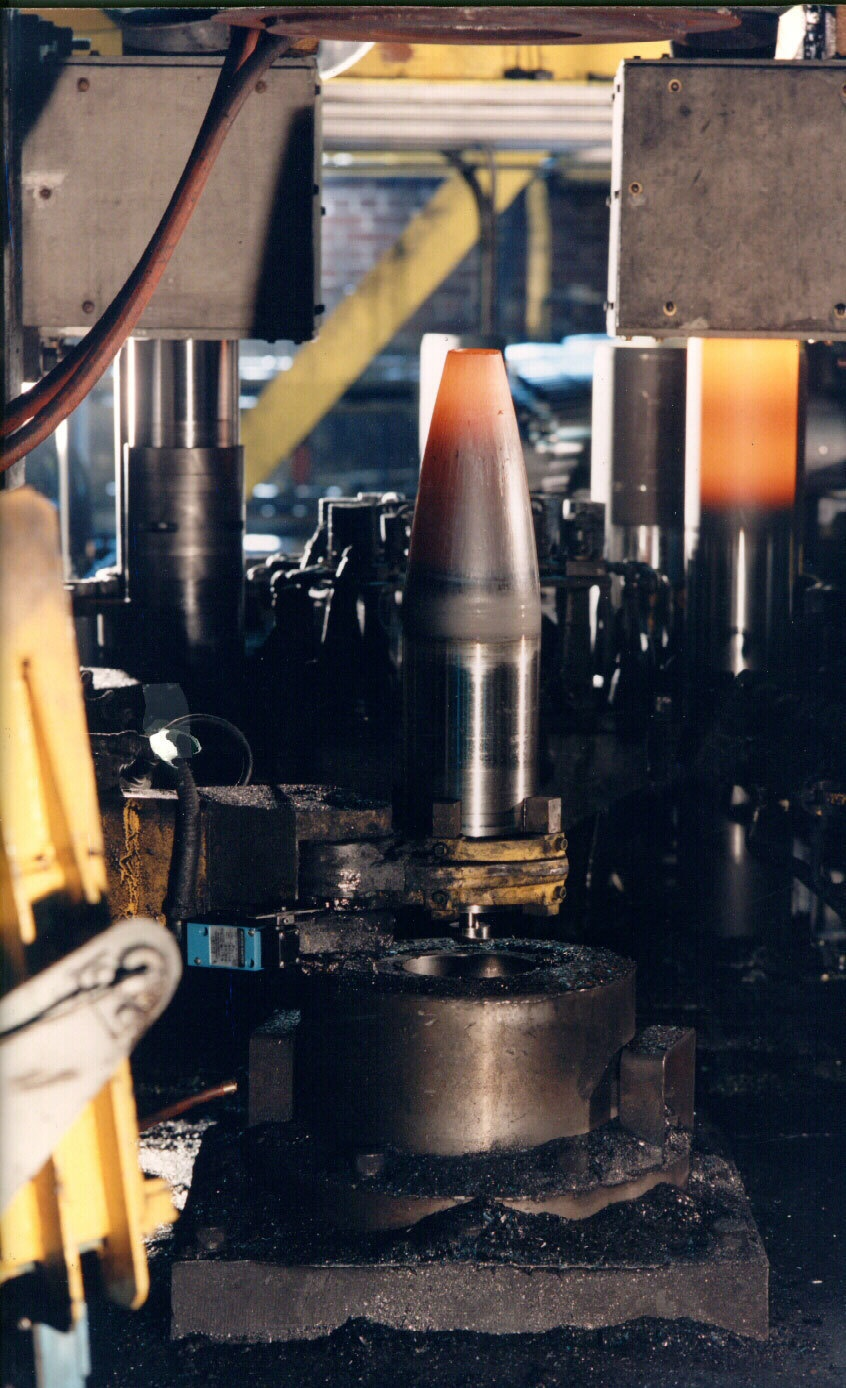
Aerodynamische Nase wird herausgearbeitet
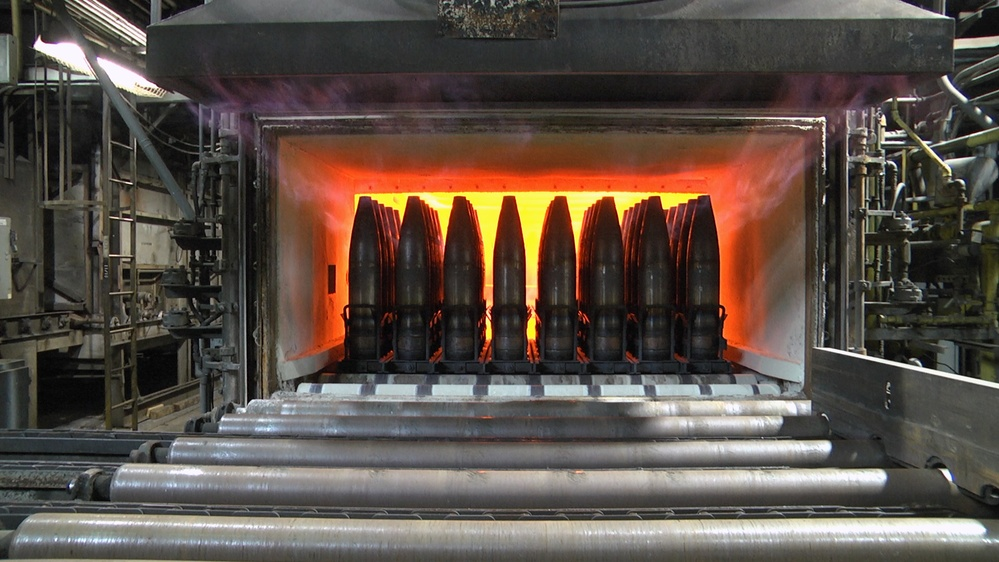
Wärmebehandlung
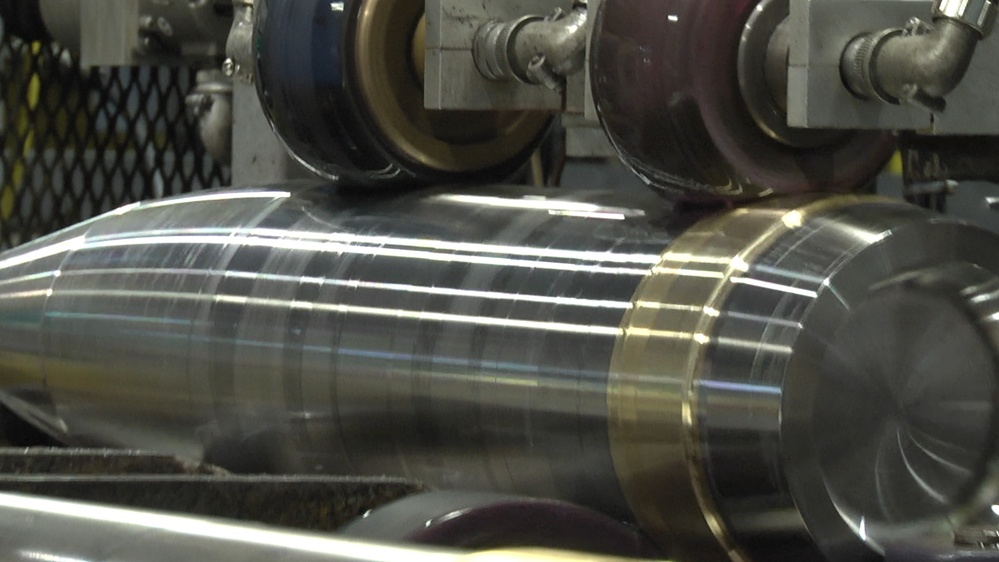
Fräsen auf Maß
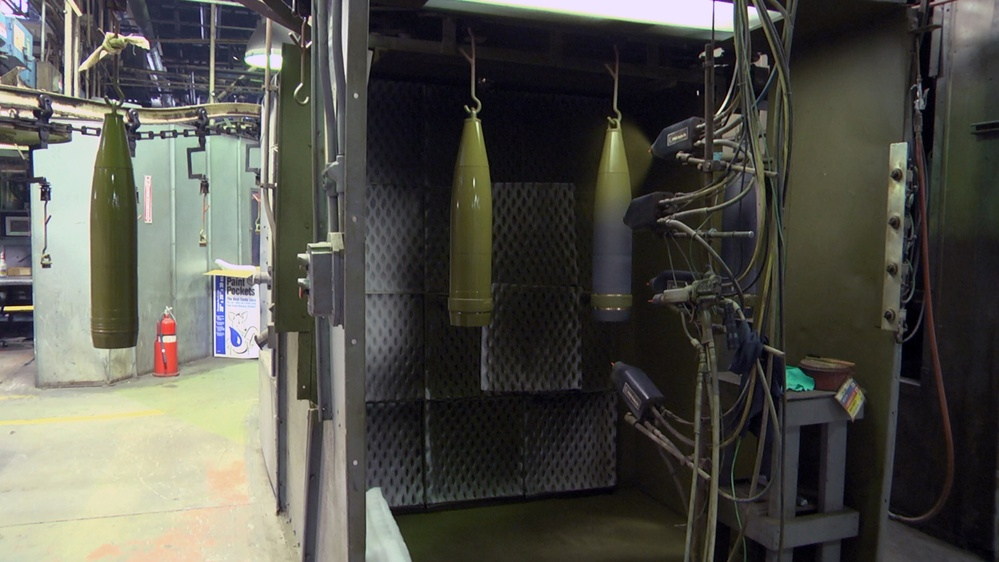
Spritzlackieren
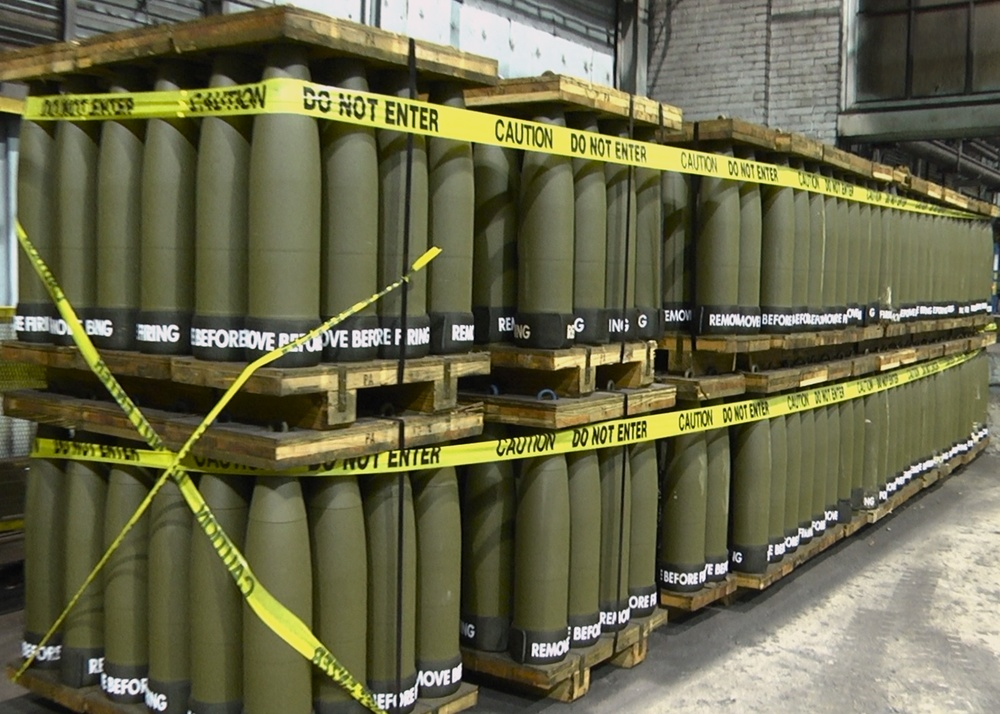
Verpackt für Versand

## Produkte
Die SCAAP produziert Metallhüllen für verschiedene Geschosse:
- 5 Zoll/54-Kaliber Granaten z. B. für Mark-45-Leichtgewichtsgeschütz
- 105 mm Granaten z. B. für 105-mm-Howitzer M119
- 120 mm Mörsergranaten z. B. für M120 (Mörser)
- Kaliber 155 mm Artilleriegeschosse[6]